# Jneatîno, Muncaci
Jneatîno (în ucraineană Жнятино) este o comună în raionul Muncaci, regiunea Transcarpatia, Ucraina, formată numai din satul de reședință.

## Demografie
Componența lingvistică a comunei Jneatîno
     Maghiară (63,4%)
     Ucraineană (36,16%)
     Alte limbi (0,36%)
Conform recensământului din 2001, majoritatea populației comunei Jneatîno era vorbitoare de maghiară (63,4%), existând în minoritate și vorbitori de ucraineană (36,16%).